# Diou (Allier)
Diou – miejscowość i gmina we Francji, w regionie Owernia-Rodan-Alpy, w departamencie Allier.

## Demografia
Według danych na rok 1990 gminę zamieszkiwało 1650 osób, a gęstość zaludnienia wynosiła 66 osób/km². W styczniu 2015 r. Diou zamieszkiwało 1525 osób, przy gęstości zaludnienia wynoszącej 61,3 osób/km².